# Okres Třebíč
Koordinaten: 49° 13′ N, 15° 53′ O
Der Okres Třebíč (deutsch Bezirk Trebitsch) befindet sich im Kraj Vysočina in Tschechien und gehört mit 1463 km² zu den großen Bezirken. Neben gebirgiger Landschaft befinden sich in der Region auch große Flüsse wie die Jihlava, an denen die Wasserwerke in Dalešice und Mohelna Wasser für das Kernkraftwerk Dukovany aufbereiten. Mehr als ein Viertel der Fläche bedecken Wälder.
Durch die Schließung großer Werke nach 1989 stieg die Arbeitslosigkeit stark an, die Löhne sanken – beides Ursachen für große Probleme im Bezirk, vor allem auf den Dörfern.
Durch die geringe Umweltbelastung und nicht allzu bekannte historische Denkmäler kann der Třebičsko auch als touristisch interessant wirken. Bisher sind jedoch wenige Anstrengungen hierzu zu verzeichnen.
Die Gemeinde Senorady wechselte zum 1. Januar 2005 in den Okres Brno-venkov. Seit dem 1. Januar 2007 gehören die Gemeinden Oslavička und Tasov zum Okres Žďár nad Sázavou und Brtnička, Hrutov und Kněžice zum Okres Jihlava.

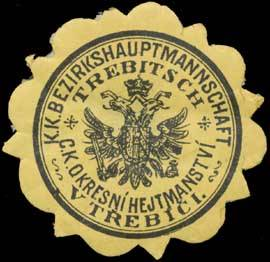
Siegelmarke der Bezirkshauptmannschaft Okresní heytmanství v Třebíči / Bezirkshauptmannschaft Trebitsch zu K.K.-Zeiten

## Städte und Gemeinden
Babice – Bačice – Bačkovice – Benetice – Biskupice-Pulkov – Blatnice – Bohušice – Bochovice – Bransouze – Březník – Budišov – Budkov – Cidlina – Čáslavice – Častohostice – Čechočovice – Čechtín – Červená Lhota – Číhalín – Číchov – Čikov – Číměř – Dalešice – Dědice – Dešov – Dolní Lažany – Dolní Vilémovice – Domamil – Dukovany – Hartvíkovice – Heraltice – Hluboké – Hodov – Hornice – Horní Heřmanice – Horní Smrčné – Horní Újezd – Horní Vilémovice – Hrotovice – Hroznatín – Hvězdoňovice – Chlístov – Chlum – Chotěbudice – Jakubov u Moravských Budějovic – Jaroměřice nad Rokytnou – Jasenice – Jemnice – Jinošov – Jiratice – Kamenná – Kdousov – Kladeruby nad Oslavou – Klučov – Kojatice – Kojatín – Kojetice – Komárovice – Koněšín – Kostníky – Kouty – Kozlany – Kožichovice – Krahulov – Kralice nad Oslavou – Kramolín – Krhov – Krokočín – Kuroslepy – Láz – Lesná – Lesní Jakubov – Lesonice – Lesůňky – Lhánice – Lhotice – Lipník – Litohoř – Litovany – Lomy (Gemeinde) – Loukovice – Lovčovice – Lukov – Markvartice – Martínkov – Mastník – Menhartice – Meziříčko – Mikulovice – Mladoňovice – Mohelno – Moravské Budějovice – Myslibořice – Naloučany – Náměšť nad Oslavou – Nárameč – Nimpšov – Nová Ves – Nové Syrovice – Nový Telečkov – Ocmanice – Odunec – Okarec – Okřešice – Okříšky – Opatov – Oponešice – Ostašov – Pálovice – Petrovice – Petrůvky – Pokojovice – Police – Popůvky – Pozďatín – Přeckov – Předín – Přešovice – Přibyslavice – Příštpo – Pucov – Pyšel – Rácovice – Račice – Radkovice u Budče – Radkovice u Hrotovic – Radonín – Radošov – Radotice – Rapotice – Rohy – Rokytnice nad Rokytnou – Rouchovany – Rudíkov – Římov – Sedlec – Slavětice – Slavičky – Slavíkovice – Smrk – Stařeč – Stropešín – Střítež – Studenec u Třebíče – Studnice – Sudice – Svatoslav – Šebkovice – Štěměchy – Štěpkov – Trnava – Třebelovice – Třebenice – Třebíč – Třesov – Valdíkov – Valeč – Vícenice – Vícenice u Náměště nad Oslavou – Vladislav – Vlčatín – Výčapy – Zahrádka – Zárubice – Zašovice – Zvěrkovice – Želetava (Tschechien)